# Odwiedziny prezydenta
Odwiedziny prezydenta (en polonès Les visites del president) és una pel·lícula psicològica polonesa dirigida el 1961 per Jan Batory amb un guió basat en una narració de Jerzy Zawieyski.

## Argument
Jacek és un nen que s'imagina que rep visites d'"El president", un home que veu i actua igual que el seu pare abans de tornar a casar-se i començar a ignorar-lo. Els pares preocupats busquen atenció psiquiàtrica per la seva obsessió.

## Repartiment
- Irena Malkiewicz - Zofia "Kicia", mare d'Igi
- Beata Tyszkiewicz - Iga, dona de Witold
- Leon Niemczyk - Witold, pare/president de Jacekc
- Jan Machulski - doctor
- Małgorzata Lorentowicz - mare de Jacek
- Stanisław Mikulski - Paweł Guziński, marit de la mare de Jacek
- Zbigniew Sawan - Andrzej, amic de Zofia
- Barbara Bargiełowska - professora de parvulari
- Janusz Pomaski - Jacek

## Premis
Va rebre la Conquilla de Plata al Festival Internacional de Cinema de Sant Sebastià 1961.